# Dori Caymmi

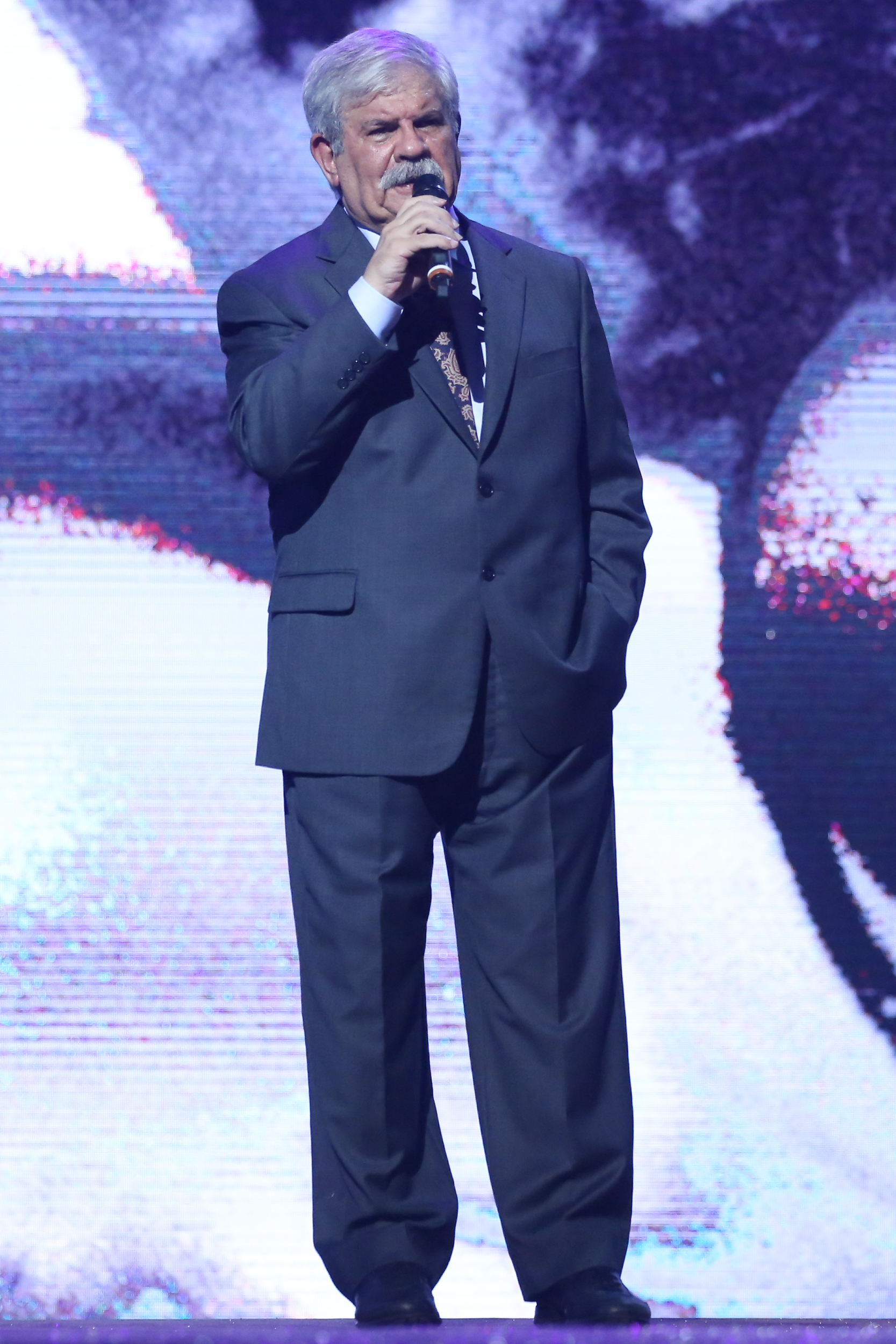
Dori Caymmi (Prêmio da Música Brasileira 2015)

Dorival Tostes „Dori“ Caymmi (* 26. August 1943 in Rio de Janeiro) ist ein brasilianischer Sänger, Gitarrist, Songwriter der Música Popular Brasileira, der auch als Arrangeur und Musikproduzent tätig war und für mehrere Grammies nominiert wurde.

## Werdegang
Caymmi entstammt einer musikalischen Familie; seine Eltern sind der Komponist Dorival Caymmi und die Sängerin Stella Maris; auch seine Geschwister Nana und Danilo Caymmi sind als Musiker tätig. Ab dem Alter von acht Jahren erhielt er Klavierunterricht bei Lúcia Branco and Nise Poggi Obino. Am Conservatório Lorenzo Fernandez wurden ihm musiktheoretische Grundlagen vermittelt; Harmonielehre lernte er bei Paulo Silva und Moacir Santos.
1959 begann er als Profimusiker zu arbeiten, als er seine Schwester Nana begleitete. 1960 wurde er Mitglied der Grupo dos Sete und schrieb Musik für Fernsehspiele. 1964 war er der musikalische Leiter und Gitarrist im Theaterstück Opinião, das sich als folgenreich für die weitere Entwicklung der Música Popular Brasileira erwies. Zwischen 1964 und 1966 produzierte er die Aufnahmen von Edu Lobo, Eumir Deodato und Nara Leão für Philips. Daneben trat er mit Francis Hime, Wanda Sá und Vinícius de Moraes auf. 1966 war er der Leiter der Bühnenmusik für das Theaterstück Arena Conta Zumbi. Gemeinsam mit Nelson Motta schrieb er zahlreiche Lieder, die ausgezeichnet wurden, etwa „Saveiros“ (1966 (interpretiert von Nana Caymmi), „Cantiga“ (1967; interpretiert von MPB-4) oder „O Cantador“, das durch Flora Purim, Sarah Vaughan sowie Natalie Cole international bekannt wurde. Für das Sextett von Paul Winter war er als Gitarrist und Arrangeur tätig; mit ihm tourte er durch Nordamerika.
Ende der 1960er Jahre war er als Produzent und Arrangeur für die Alben von  Caetano Veloso, Gal Costa und Gilberto Gil verantwortlich. 1972 entstand sein Debütalbum. Als Filmkomponist schrieb er die Soundtracks für einige Filme, bevor er 1989 nach Los Angeles zog. Dort legte er weitere Alben unter eigenem Namen vor. Sein Album Cinema: A Romantic Vision, auf dem er sich mit bekannten Filmsongs beschäftigte, wurde für einen Grammy nominiert.  Mit Toots Thielemans tourte er 1994 durch Europa. 1995 erinnerte er in der Carnegie Hall mit Gilberto Gil, Branford Marsalis, Herbie Mann, Paula Robinson, Eliane Elias, Joyce und Ottmar Liebert an Tom Jobim. Weiterhin arbeitete er mit Dionne Warwick, Djavan, Marilyn Scott, Oscar Castro-Neves, Eliane Elias, Mario Adnet und James Taylor und produzierte wiederum Alben von Edu Lobo.

## Preise und Auszeichnungen
Caymmi gewann mit Motta zusammen auf dem ersten Festival Nacional de Canção den ersten Preis für den Song „Saveiros“. Er erhielt einen Latin Grammy für den Song „Saudade de amar“ und einen weiteren für das Album Para Caymmi 90 Anos.

## Diskographische Hinweise
- Dori Caymmi (Odeon Records 1972)
- Dori, Nana, Danilo e Dorival Caymmi (1987)
- Dori Caymmi (Elektra Records 1988)
- Brazilian Serenata (WEA Records 1991, nominiert für einen Grammy)
- Kicking Cans (Qwest/Warner Music 1993)
- If Ever... (Warner Music 1994)
- Tome conta de meu filho que eu ja fui do mar (EMI Music 1994)
- Cinema: A Romantic Vision (1999, nominiert für einen Grammy)
- Influências (Universal Music 2001, nominiert für einen Latin Grammy)
- Contemporâneos (Universal Music 2003, nominiert für einen Latin Grammy)
- Joyce & Dori Caymmi Rio Bahia (Far Out Recordings 2005)
- Inner World (MusicTaste 2009)
- Poesia Musicada (MusicTaste 2011)
- Caymmi (Som Livre 2013, mit seinen Geschwistern, nominiert für einen Latin Grammy)